# Список мультфильмов о динозаврах
Список мультипликационных фильмов, в которых динозавры являются главными героями или играют важную роль в сюжете.

## Полнометражные анимационные фильмы
- Фантазия / Fantasia (США 1940 года, Режиссёр: Джеймс Алгар, Форд Биби, Сэмюэл Армстронг)
- Всемирная история секса / Le chaînon manquant (The Missing Link) (Франция, Бельгия 1980 года, Режиссёр: Жан-Поль Пика) Mультфильм для взрослых.
- Attack of the Super Monsters / Attack of the Super Monsters (Япония 1982 года, Режиссёр: Toru Sotoyama, Том Уайнер)
- Земля до начала времен / The Land Before Time (США, Ирландия 1988 года, Режиссёр: Дон Блут)
- Земля до начала времён 2: Приключения в Великой Долине / The Land Before Time 2: The Great Valley Adventure (США, 1994 года, Режиссёр: Рой Аллен Смит)
- Мы вернулись! История динозавра / We’re Back! A Dinosaur’s Story (США 1994 года, Режиссёр: Phil Nibbelink, Саймон Уэллс, Дик Зондак)
- Земля до начала времён 3: В поисках воды / The Land Before Time III: The Time of the Great Giving (США, 1995 года, Режиссёр: Рой Аллен Смит)
- Земля до начала времён 4: Путешествие в Землю Туманов / The Land Before Time IV: Journey Through the Mists (США, 1996 года', Режиссёр: Рой Аллен Смит)'
- Земля до начала времён 5: Таинственный остров / The Land Before Time V: The Mysterious Island (США, 1997 года', Режиссёр: Рой Аллен Смит)'
- Земля до начала времён 6: Тайна Скалы Динозавров / The Land Before Time VI: The Secret of Saurus Rock (США, 1998 года, Режиссёр: Рой Аллен Смит)
- Земля до начала времён 7: Камень Холодного Огня / The Land Before Time VII: The Stone of Cold Fire (США, 2000 года, Режиссёр: Чарлз Гросвенор)
- Динозавр / Dinosaur (США 2000 года, Режиссёр: Эрик Лейтон, Ральф Зондак)
- Земля до начала времён 8: Великая стужа / The Land Before Time VIII: The Big Freeze (США, 2001 года, Режиссёр: Чарлз Гросвенор)
- Земля до начала времён 9: Путешествие к Большой Воде / The Land Before Time IX: Journey to Big Water (США, 2002 года, Режиссёр: Чарлз Гросвенор)
- Остров динозавров / Dinosaur Island (США 2002 года, Режиссёр: Уилл Меньот)
- Скуби-Ду и тайна лох-несского чудовища / Scooby-Doo And The Loch Ness Monster (США 2004 года, Режиссёр: Раджа Госнелл)
- Земля до начала времён 10: Великая миграция Длинношеих / The Land Before Time X: The Great Longneck Migration (США, 2003 года, Режиссёр: Чарлз Гросвенор)
- Земля до начала времён 11: Вторжение Мелкозавров / The Land Before Time XI: Invasion of the Tinysauruses (США, 2004 года, Режиссёр: Чарлз Гросвенор)
- Земля до начала времён 12: Великий День Летунов / The Land Before Time XII: The Great Day of the Flyers (США, 2006 года, Режиссёр: Чарлз Гросвенор)
- Динотопия: В поисках солнечного рубина / Dinotopia: Quest for the Ruby Sunstone (США 2005 года, Режиссёр: Дэвис Дои)
- Динозаврик Урмель / Urmel Aus Dem Eis (Германия 2006 года, Режиссёр: Райнхард Клоосс, Хольгер Таппе)
- Земля до начала времён 13: Сила дружбы / The Land Before Time XIII: The Wisdom of Friends (США, 2007 года, Режиссёр: Чарлз Гросвенор)
- Дораэмон: Динозавр Нобита / Doraemon: Nobita no kyôryû (Япония 2006 года, Режиссёр: Аюму Ватанабе)
- Stanley's Dinosaur Round-Up / Stanley’s Dinosaur Round-Up (США 2006 года, Режиссёр: Джефф Баклэнд)
- Импи — суперстар! / Urmel voll in Fahrt (Германия 2008 года, Режиссёр: Райнхард Клоосс, Хольгер Таппе)
- Турок. Затерянный мир / Turok: Son of Stone (США 2008 года, Режиссёр: Курт Геда, Фрэнк Сквиллейс, Дэн Риба)
- Ледниковый период 3: Эра динозавров / Ice Age: Dawn of the Dinosaurs (США 2009 года, Режиссёр: Карлус Салданья, Майк Трумейер)
- Скуби-Ду. Нападение Пантазаура / Scooby-Doo! Legend of the Phantasaur (США 2011 года)
- Тарбозавр 3D / Jeombaki: Hanbandoeui Gongryong (Южная Корея 2011), Режиссёр: Хан Саньхо
- Поход динозавров / March of the Dinosaurs (Великобритания 2012), Режиссёр: Мэтью Томпсон[1]
- Диномама / Dino Time (Южная Корея 2011)
- Прогулки с динозаврами 3D / Walking with Dinosaurs 3D (Великобритания, 2014). Режиссёры: Бэрри Кук,Нил Найтингейл
- Хороший динозавр / The Good Dinosaur (США, 2015). Режиссёр: Питер Сон
- Земля до начала времён 14: Путешествие Храброго — Википедия
- Король Динозавров / Dino King: Journey to Fire Mountain (Южная Корея 2018), Режиссёр: Хан Саньхо (Продолжение Тарбозавр 3D)

## Мультсериалы
- Флинтстоуны / The Flintstones (США 1959 года — 1966 год, 166 серий)
- Dino Boy in the Lost Valley / Dino Boy in the Lost Valley (США 1966 года, 20 серий)
- Путешествие к центру Земли / Journey to the Center of the Earth (США 1967 года — 1969 год, 17 серий)
- Valley of the Dinosaurs / Valley of the Dinosaurs (США 1974 года, 16 серий)
- Жил-был человек / Il était une fois l’homme (Франция 1978 года) динозавры только в первой серии.
- Годзилла / Godzilla Power Hour (Япония, США 1981 года, 13 серий)
- Диплодоки / Diplodo (США, Франция, Япония 1987 года, 24 серий)
- Dinosaucers / Dinosaucers (США 1987 года, 65 серий)
- Земля до начала времён / The Land Before Time (США 1988 года — 2007 год, 26 серий)
- Денвер, последний динозавр / Denver, the Last Dinosaur (США 1988 года, 52 серий)
- Погонщики динозавров / Dino-Riders (США, Канада 1988 года, 14 серий)
- Динозаврик Динк / Dink, the Little Dinosaur (США 1989 года — 1990 год, 26 серий)
- Приключения Ти-Рекс / The Adventures of T Rex (США, Япония 1992 года — 1993 год, 52 серий
- Кадиллаки и динозавры / Cadillacs and Dinosaurs (США, Канада 1993 года, 13 серий)
- Рай для динозаврика Мука-Мука / ムカムカパラダイス (Muka Muka’s Paradise) (Япония 1993 года — 1994 год, 51 серий)
- Gogs / Gogs (Великобритания 1994 года, 13 серий)
- Динозаврики-малыши / Dino Babies (Ирландия 1994 года — 1996 год, 52 серий)
- Жили-были Несси. Тайна одного озера  / Happy Ness — The Secret of the Loch (Франция, Швейцария, Канада 1995 года, 13 серий)
- Kyouryuu Bouken Jura Tripper / Kyouryuu Bouken Jura Tripper (Япония 1995 года — 1996 год, 39 серий)
- Экстремальные Динозавры / Extreme Dinosaurs (США 1997 года, 52 серий)
- Годзилла / Godzilla The Series (США 1997 года, 40 серий) в одной из серий присутствует гигантский пернатый динозавр, в других сериях присутствуют другие доисторические рептилии — мозазавры и плезиозавры, а также крупные динозавроподобные ящерицы, броненосцы и черепахи.
- Том / Tom (Испания 1999 года, 39 серий)
- Войны Юрского периода / Jurassic War (Корея 2005 года, 26 серий)
- Малыши Юрского периода / I Saurini (Италия 2007 года, 50 серий)
- Harry and His Bucket Full of Dinosaurs / Harry and His Bucket Full of Dinosaurs (Канада, Великобритания 2005 года — 2008 год, 52 серий)
- Поезд динозавров / Dinosaur Train (США, с 2009 года, 270 серий)
- Приключения крошек динозавров / Baby Dinosaur Holy Heroes (Китай, 2010 года, 20 серий)

## Kороткометражныe мультфильмы
- Daffy Duck and the Dinosaur / Daffy Duck and the Dinosaur (США 1939 года, Режиссёр: Чак Джонс)
- The Arctic Giant / Superman: The Arctic Giant (США 1942 года, Режиссёр: Дэйв Фляйшер, Willard Bowsky)
- Caveman Inki / Caveman Inki (США 1950 года, Режиссёр: Чак Джонс)
- Гора динозавров (СССР 1967 года, Режиссёр: Раса Страутмане)
- Динозавр / Dinosaur (США 1980 года, Режиссёр: Уилл Уинтон)
- Dino-Riders in the Ice Age / Dino-Riders in the Ice Age (США 1989 года, Режиссёр: Стивен Хан)
- Death of the Dinosaurs / Death of the Dinosaurs (Великобритания 2006 года, Режиссёр: Лейлани Холмс)